# 슈퍼 드리프트
슈퍼 드리프트(영어: Super drift)는 자동차 경주 플래시 게임이다.

## 코스 목록

### 슈퍼 드리프트 3D(1편)
- Cherry Mountain (체리 마운틴/체리 산): 일본이 배경이다.
- Coastal City (코스탈 시티/해변 도시): 미국이 배경이다.
- Neon Good Times (네온 굿 타임즈/네온 좋은 시간): 중국이 배경이다.

### 슈퍼 드리프트 2
1. Aqua Coast (아쿠아 코스트): 미국이 배경이다.
2. Overpass City (오버패스 시티): 캐나다가 배경이다.
3. Maple Pass (메이플 패스): 일본이 배경이다.
4. Latin Falls (라틴 폴즈): 남아메리카가 배경이다.
5. Akina Mountain (아키나 마운틴): 일본이 배경이다.
6. Neon Super Times (네온 슈퍼 타임즈): 중국이 배경이다.

### 슈퍼 드리프트 3
1. Gunma Mountain (군마 마운틴): 일본이 배경이다.
2. Aqua Coast (아쿠아 코스트): 미국이 배경이다.
3. Cherry Mountain (체리 마운틴): 일본이 배경이다. 초창기 작품인 1편에서도 등장했다.
4. Downtown Docks (다운타운 독스): 중국이 배경이다.
5. Overpass City (오버패스 시티): 캐나다가 배경이다. 전작에서도 등장했다.
6. Akina Mountain (아키나 마운틴): 일본이 배경이다. 전작에서도 등장했다.
7. Mythical Riviera (미씨컬 리비에라): 배경 국가는 유럽으로 추정된다.

### 슈퍼 드리프트 4
1. Rave City (레이브 시티): 배경 국가는 유럽으로 추정된다.
2. Gunma Mountain (군마 마운틴): 일본이 배경이다. 전작에서도 등장했다.
3. Ryuku Mountain (류큐 마운틴): 일본이 배경이다.
4. Downtown Docks (다운타운 독스): 중국이 배경이다. 전작에서도 등장했다.
5. Aqua Coast (아쿠아 코스트): 미국이 배경이다. 전작에서도 등장.
6. Neon Super Times (네온 슈퍼 타임즈): 중국이 배경이다. 전작에 등장했다.
7. Bay of Dreams (베이 오브 드림즈): 배경 국가는 코스타리카와 파나마로 추정된다.

## 등장 차량
- 미쓰비시 랜서 에볼루션 (1편, 3편, 4편)
- 마쓰다 RX-7 (1편, 3편, 4편)
- 닛산 스카이라인 (1편, 3편, 4편)
- 토요타 AE86 (1편~4편)
- 페라리 테스타로사 (1편~4편)
- 혼다 시빅 (2편~4편)
- 스바루 임프레자 (2편~4편)
- 포르쉐 944 (2편~4편)
- 닛산 실에이티 (2편, 4편)
- 람보르기니 쿤타치 (2편~4편)
- 닛산 실비아 (3편~4편)
- 부가티 베이론 (3편~4편)
- 맥라렌 MP4
- 파가니 존다

## 배경이 된 국가

### 일본
- 체리 마운틴
- 메이플 패스
- 아키나 마운틴
- 군마 마운틴
- 류큐 마운틴

### 북미
- 코스탈 시티
- 아쿠아 코스트
- 오버패스 시티
- 베이 오브 드림즈

### 중국
- 네온 굿 타임즈
- 네온 슈퍼 타임즈
- 다운타운 독스

### 유럽(추정)
- 미씨컬 리비에라
- 레이브 시티